# Dolors Feliu
Maria Dolores Feliu y Torrent (Roda de Ter, Barcelona, 17 de julio de 1964) es una abogada, profesora universitaria y política española. Desde el 21 de mayo de 2022, es la presidenta de la Asamblea Nacional Catalana.

## Trayectoria
Licenciada en derecho, por la Universidad Autónoma de Barcelona (UAB) en 1987, con un posgrado en Hacienda Autonómica y Local en la Universidad de Barcelona (1990-1991) y una maestría en Derecho Autonómico en la UAB (1987), ejerció como técnica superior de la Administración de la Generalidad en 1989. Entre los años 1990 y 1994 fue jefa de sección de Recursos de la Asesoría Jurídica del Departamento de Industria y Energía. Desde el 1994 ha sido abogada de la Generalidad de Cataluña ante el Tribunal Constitucional. Participó en la defensa del Estatuto de Autonomía de Cataluña de 2006. Ha sido la responsable de coordinación de asuntos constitucionales. Desde 1999 es profesora asociada de Derecho Constitucional en la Universidad Pompeu Fabra. 
Feliu fue militante de CDC y posteriormente del PDeCAT desde el 2008 hasta el 2018. Durante su militancia fue miembro del Consejo Nacional y del Consejo de Barcelona, y también de los Secretariados de la Sectorial de Justicia y de la Sectorial de Igualdad.
El 11 de enero de 2011 el Consejo Ejecutivo del Gobierno de la Generalidad de Cataluña la nombró directora de los Servicios Consultivos y Coordinación Jurídica de la Generalidad, un cargo dependiente del Departamento de Presidencia. Feliu ocupó este cargo hasta el 7 de enero de 2019, cuando fue sustituida por Cèsar Puig y Casañas.
En 2015 se presentó en la lista de Junts pel Sí a las Elecciones al Parlamento de Cataluña de 2015.
En enero de 2019 el gobierno de la Generalidad nombró a Dolores Feliu miembro del Consejo Asesor para el impulso del Foro Cívico y Social para el Debate Constituyente. Desde marzo de 2019 a junio de 2021 ejerció de directora general de Derechos y Asuntos Constitucionales.
El 21 de mayo de 2022, elegida para relevar a Elisenda Paluzie como presidenta de la Asamblea Nacional Catalana, después de obtener más de dos tercios de los votos de los miembros del secretariado nacional en primera vuelta.

## Publicaciones
El 2013 presentó en su villa natal, Roda de Ter, el Manual por la Independencia un libro donde expone su visión del proceso de independencia que ha puesto en marcha Cataluña partido de su experiencia personal y laboral.
En septiembre de 2018 presentó su segundo libro, Octubre en la calle, una presentación que contó con la presencia del entonces Presidente de la Generalidad de Cataluña Quim Torra.